# شهرستان چینگ‌آن
شهرستان چینگ‌آن (به چینی: 庆安县) یک شهرستان در استان هئی‌لونگ‌جیانگ چین است که در تابعیت شهر سوی‌هوا قرار دارد.

## تقسیمات اداری
شهرستان وانگ‌کوی به ۴ ناحیه، ۸ شهرک، و ۶ قصبه تابعه تقسیم شده است. دو «میدان» هم‌سطح قصبه نیز تابع این شهرستان می‌باشند، مانند نواحی اداری مزارع و مراتع.
- ناحیه آن‌تای (安泰街道، Āntài jiēdào)
- ناحیه پینگ‌شون (平顺街道، Píngshùn jiēdào)
- ناحیه جی‌کانگ (吉康街道، Jíkāng jiēdào)
- ناحیه چینگ‌روی (庆瑞街道، Qìngruì jiēdào)

- شهرک پینگ‌آن (平安镇، Píng'ān zhèn)
- شهرک تونگ‌له (同乐镇، Tónglè zhèn)
- شهرک جیوشنگ (久胜镇، Jiǔshèng zhèn)
- شهرک چینگ‌آن (庆安镇، Qìng'ān zhèn)
- شهرک چین‌لاو (勤劳镇، Qínláo zhèn)
- شهرک دالوو (大罗镇، Dàluó zhèn)
- شهرک لیوهه (柳河镇، Liǔhé zhèn)
- شهرک مین‌له (民乐镇، Mínlè zhèn)

- قصبه جوباوشان (巨宝山乡، Jùbǎoshān xiāng)
- قصبه جیان‌مین (建民乡، Jiànmín xiāng)
- قصبه ژی‌فو (致富乡، Zhìfù xiāng)
- قصبه فاژان (发展乡، Fāzhǎn xiāng)
- قصبه فنگ‌شوو (丰收乡، Fēngshōu xiāng)
- قصبه هوان‌شنگ (欢胜乡، Huānshèng xiāng)

- اداره مدیریت میدان جنگل‌داری دولتی (国有林场管理局، Guóyǒu línchǎng guǎnlǐjú)
- میدان زراعتی لیوهه (柳河农场، Liǔhé nóngchǎng)